# الحاره
الحارة یک منطقهٔ مسکونی در سوریه است که در استان درعا واقع شده‌است.

## خصوصیات
الحارة ۱۷٬۱۷۲ نفر جمعیت دارد و ۹۵۰ متر بالاتر از سطح دریا واقع شده‌است.